# James Drury
James Child Drury Jr. (New York, 18 aprile 1934 – Houston, 6 aprile 2020) è stato un attore statunitense.
È noto per aver recitato nella serie televisiva statunitense di genere western Il virginiano dal 1962 al 1971.

## Filmografia parziale

### Cinema
- Il seme della violenza (Blackboard Jungle), regia di Richard Brooks (1955) - non accreditato
- Amami o lasciami (Love Me or Leave Me), regia di Charles Vidor (1955) - non accreditato
- Il fidanzato di tutte (The Tender Trap), regia di Charles Walters (1955)
- Il pianeta proibito (Forbidden Planet), regia di Fred M. Wilcox (1956)
- L'ultima carovana (The Last Wagon), regia di Delmer Daves (1956)
- Fratelli rivali (Love Me Tender), regia di Robert D. Webb (1956)
- La donna del sogno (Bernardine), regia di Henry Levin (1957)
- Domani m'impiccheranno (Good Day for a Hanging), regia di Nathan Juran (1959)
- Toby Tyler (Toby Tyler, or Ten Weeks with a Circus), regia di Charles Barton (1960)
- Il segreto di Pollyanna (Pollyanna), regia di David Swift (1960)
- Dieci uomini coraggiosi (Ten Who Dared), regia di William Beaudine (1960)
- Sfida nell'Alta Sierra (Ride the High Country), regia di Sam Peckinpah (1962)
- Angeli nell'inferno (The Young Warriors), regia di John Peyser (1967)
- Maverick, regia di Richard Donner (1994) - non accreditato
- Hell to Pay, regia di Chris McIntyre (2005)

### Televisione
- The 20th Century-Fox Hour – serie TV, episodio 1x11 (1956)
- Alfred Hitchcock presenta (Alfred Hitchcock Presents) – serie TV, un episodio (1958)
- Broken Arrow – serie TV, un episodio (1958)
- Playhouse 90 – serie TV, un episodio (1958)
- Bronco – serie TV, episodio 1x08 (1958)
- I racconti del West (Dick Powell's Zane Grey Theater) – serie TV, 2 episodi (1958-1959)
- Disneyland – serie TV, un episodio (1959)
- Have Gun - Will Travel – serie TV, un episodio (1959)
- Trackdown – serie TV, un episodio (1959)
- Lawman – serie TV, 2 episodi (1959)
- Steve Canyon – serie TV, 2 episodi (1959)
- Cheyenne – serie TV, un episodio (1959)
- Death Valley Days – serie TV, un episodio (1959)
- Men Into Space – serie TV, episodio 1x14 (1960)
- Lock-Up – serie TV, episodio 1x20 (1960)
- Gunsmoke – serie TV, 4 episodi (1955-1961)
- Letter to Loretta – serie TV, 2 episodi (1960-1961)
- The Rifleman – serie TV, 2 episodi (1958-1961)
- Gli uomini della prateria (Rawhide) – serie TV, 3 episodi (1959-1961)
- Carovana (Stagecoach West) – serie TV, episodio 1x32 (1961)
- Perry Mason – serie TV, un episodio (1961)
- I detectives (The Detectives) – serie TV, episodio 3x19 (1962)
- Carovane verso il West (Wagon Train) – serie TV, 2 episodi (1960-1962)
- Il virginiano (The Virginian/The Men from Shiloh) – serie TV, 249 episodi (1962-1971)
- Due onesti fuorilegge (Alias Smith and Jones) – serie TV, 2 episodi (1971-1972)
- Firehouse Squadra 23 (Firehouse) – serie TV, 13 episodi (1974)
- Professione pericolo (The Fall Guy) – serie TV, un episodio (1983)
- Walker Texas Ranger (Walker, Texas Ranger) – serie TV, 3 episodi (1993)
- Le avventure di Brisco County (The Adventures of Brisco County, Jr.) – serie TV, 2 episodi (1993-1994)
- Kung Fu: la leggenda continua (Kung Fu: The Legend Continues) – serie TV, 2 episodi (1995-1996)
- Il Virginiano (The Virginian) – film TV (2000)
- Tales of the Cap Gun Kid – serie TV, un episodio (2012)

## Doppiatori italiani
- Nando Gazzolo in L'ultima carovana, Toby Tyler
- Giuseppe Rinaldi in Domani m'impiccheranno, Il segreto di Pollyanna
- Massimo Gentile in Dieci uomini coraggiosi
- Sergio Tedesco in Sfida nell'Alta Sierra
- Vittorio Di Prima in Walker Texas Ranger